# Península de Macanao
Península de Macanao o simplemente Macanao es uno de los 11 municipios del estado Nueva Esparta. Está ubicado en el oeste, al sur-occidente de la Isla de Margarita en el Estado Nueva Esparta, Venezuela, limitando con el municipio Tubores y el mar Caribe. La capital de municipio es Boca de Río.

## Historia
La actual jurisdicción del municipio Península de Macanao, en el estado Nueva Esparta, fue fundada el 14 de enero de 1963 bajo la figura de municipio adscrito al entonces Distrito Díaz, conforme a la división político-territorial vigente en la época, en la que los estados se organizaban en distritos, y estos a su vez en municipios.
Posteriormente, con la reforma del régimen municipal, el 29 de enero de 1988, el municipio fue separado administrativamente del actual municipio Díaz, en el marco de la nueva estructura territorial que dividía a los estados en municipios autónomos, subdivididos en parroquias.
La península de Macanao posee una larga historia de poblamiento, con asentamientos que datan de varios siglos atrás. Uno de los más antiguos es Boca de Pozo, también conocida simplemente como Macanao, considerada uno de los núcleos poblados más antiguos de la región insular. En el año 1660, esta zona fue asiento natural de los hatos Robledal y Chacaracual, dedicados a la ganadería extensiva.
En 1841, Boca de Pozo se consolidó como una población agrícola, desmintiendo la antigua creencia de que la península era una tierra infértil. Tres años más tarde, en 1844, el hato Robledal fue trasladado a su ubicación actual, dando origen al poblado de El Robledal, donde comenzaron a construirse las primeras rancherías, marcando así el inicio del poblamiento estable en la zona.
Humboldt nombra la península de Macanao en su viaje a Cumaná, describiendo sus montañas y la silueta de la misma. Bartolomé Ferrer, servidor público representante del pueblo margariteño ante el Congreso Nacional, se escondió en San Francisco en 1870, huyendo de la represión.
Dentro la división política de margarita, Macanao ha ocupado muchos lugares; fue parte del municipio Díaz hasta el 14 de febrero de 1974 y pasa a tener autonomía creándose el municipio Península de Macanao.
La semana de Macanao es desde el 7 hasta el 14 de diciembre, tales fechas son gracias a la Cédula Real No 290 del Cedulario de Cubagua (7-12-1537) y el 14-12-1974 cuando la ley decreta el Distrito Península de Macanao.
El 20 de noviembre de 1962 se declara de interés público para los efectos turísticos y recreacionales las siguientes zonas de playas, lagunas y montañas. Istmo de la Restinga, Bahía de Boca de Río y las montañas de Macanao.
El 25 de julio de 2010, funcionarios de Petróleos de Venezuela (Pdvsa) comenzaron estudios en la velocidad del viento, para la construcción de un parque eólico dentro del municipio. Dicho proyecto estaría terminado para 2013. Entre las locaciones evaluadas están el sector El Tunal y El Horcón.
En febrero de 2014 fue declarada Patrimonio Natural y Cultural del municipio el esqueleto de una ballena que encalló entre la playa Cabeza de Negro y Punta Chirgua.
Para 2018, se construyó la Planta Desalinizadora situada en Boca de Pozo.

## Geografía
Tiene una superficie de 330,7 km² siendo el municipio más extenso de Nueva Esparta y una población de 26.423 habitantes (censo 2011). Su capital es Boca de Río.
Cuenta con una extensión territorial de 329 km² cuyo clima es árido-cálido y principal actividad económica es la pesca artesanal. La península posee una parroquia, San Francisco de Macanao, cuya capital es Boca de Pozo. Razón por la cual dicha península se divide popularmente en Macanao y Boca de Río, capital del municipio.
La península, según la historia, geográficamente no se encontraba unida al borde oriental de Margarita, los procesos de sedimentación crearon el istmo que conecta naturalmente la península con la Margarita Oriental, así llamada. Sin embargo, la península quedó totalmente comunicada con la Margarita oriental el 17 de febrero de 1963 cuando se inaugura el puente de cemento sobre la Laguna de la Restinga, cuya creación fue decretada el 4 de septiembre de 1961.
El municipio está compuesto de pequeños poblados: Boca de Río, Guayacancito, el Horcón, el Manglillo, Curichicual, Párate Bueno, Punta Arenas, Boca de Pozo, Robledal, el Tunal, San Francisco de Macanao, Manzanillo, Arenas, el Maguey y el Saco. La mayoría de los nombres de las poblaciones provienen de árboles o donaciones de la naturaleza. La pared, por ejemplo, debe su nombre al corte longitudinal del cerro, el cual desde afuera semeja una pared; Guayacancito debe su nombre al Guayacán, árbol emblemático de la península, pero en diminutivo; el Tunal es llamado así por la abundancia de tunas (vegetación xerófila, tipo cactus) en la zona.
En varias oportunidades se ha propuesto que la Península de Macanao, se catalogada como reserva de fauna silvestre, ya que cuenta con una biodiversidad bastante importante dentro de la Isla de Margarita. Para los cuales se precisan 20 especies de mamíferos, 60 especies de aves, 36 especies de reptiles, dos especies de anfibios y 145 especies de vertebrados.

### Localidades

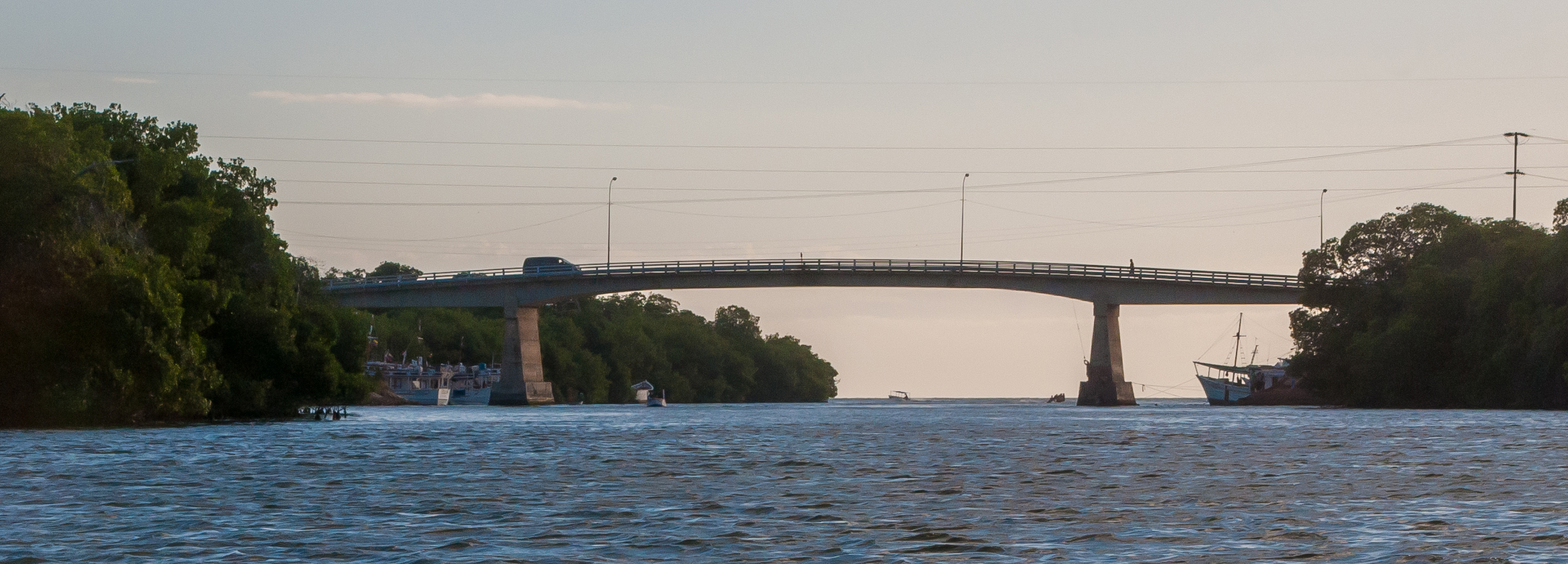
Puente que une a La península de Macanao con la Isla de Margarita

Boca de Pozo es uno de los nombres más antiguos de isla de Margarita. En mayo de 2024, encalló una ballena en la orilla de playa Cabeza de Negro cerca de la planta desalinizadora.
Robledal, cuyo nombre proviene de la abundancia de robles, ha sufrido variaciones dialécticas (Robligal, Robledar, Robligar, Cabo Macanao) pero es a partir de 1970 cuando se cambia el nombre a Robledal.
Boca de Río cambió varias veces de nombre, hallando entre ella el nombre “Caserío Ríos” en retribución a las actividades realizadas en beneficio de la independencia por el ciudadano Juan Antonio Ríos, luego por la creación de la Ley de Territorio en 1963 recobra el nombra de Boca de Río.
San Francisco, debe su nombre al santo San Francisco de Asís, patrono del poblado, anteriormente se llamaba “Vanda del Norte”, Hato del Norte o Sexta Parte de la Península.
Guayacancito, fue fundado el 4 de octubre de 1926 sin embargo es en 1902 que es oficialmente así nombrado por el general José Asunción Rodríguez.
El tunal, fue señalado en el mapa América Meridional en 1771 como Punta Tunar.
Punta Arenas, luego de ser asaltada por piratas en 1593 quedó desolada hasta 1894 cuando pescadores de Punta de Piedras arribaron a la zona y bautizaron un sector de la playa como La Gloria.
El Manglillo, los pobladores de Macanao cuentan que el 15 de marzo de 1901 un barco cañoneó a la población, huyendo por la Aguada internándose en las montañas (…) Se le conoce a este hecho como la Guerra del Manglillo. El barco atacante fue El Libertador según una carta enviada a Cipriano Castro por Asunción Rodríguez, jefe del ejército restaurador. Sin embargo, historiadores fluctúan en que la fecha exacta es 15 de marzo de 1902. En honor a los combatientes que murieron en esa guerra, se levanta la Cruz de Eulalio.
Macanao proviene del nombre de un cacique Guaquerí-1901.

### Organización parroquial
| Parroquia                      | Superficie | Población | Densidad |
| ------------------------------ | ---------- | --------- | -------- |
| Boca del Río                   | km²        | hab.      | hab./km² |
| San Francisco                  | km²        | hab.      | hab./km² |
| Municipio Península de Macanao | km²        | hab.      | hab./km² |

## Economía
Una de las principales actividades económicas es la pesca, principalmente del pargo y mero.

### Turismo
Entre las playa más importante del municipio destaca la playa Punta Arena.

## Infraestructura

### Energía
Para 2010, la península de Macanao contó con ocho plantas eléctricas y cada una generaba 1,7 megavatios de electricidad.

### Transporte
El Puente de La Restinga o puente Antonio Reina, es la infraestructura que conecta la península de Macanao con el resto de la Isla de Margarita. Construido en mayo de 1961.[cita requerida]

## Política y gobierno

### Alcaldes
| Período     | Alcalde              | Partido Político | % de votos | Notas |
| ----------- | -------------------- | ---------------- | ---------- | --- |
| 1989 - 1992 | Armando Valerio      | COPEI            | 41,09      | Primer alcalde bajo elecciones directas                                                                                           |
| 1992 - 1995 | Juan José Millán     | AD               | 49,30      | Segundo alcalde bajo elecciones derectas                                                                                          |
| 1995 - 1998 | Juan José Millán     | AD               | -          | Reelecto |
| 1998 - 2000 | Crescencio León      | AD               | -          | (Alcalde encargado) (se realizaron elecciones generales adelantadas en el 2000 debido a la aprobación de la Constitución de 1999) |
| 2000 - 2004 | Diomedes Gómez       | AD               | 47,55      | Tercer alcalde bajo elecciones directas                                                                                           |
| 2004 - 2008 | Miguel Ángel Vásquez | PUM-MACANAO      | 38,07      | Cuarto alcalde bajo elecciones directas                                                                                           |
| 2008 - 2013 | Miguel Ángel Vásquez | PSUV             | 56,41      | Reelecto (se postergan 1 año las elecciones municipales pautadas para finales del 2012)                                           |
| 2013 - 2017 | Miguel Ángel Vásquez | PSUV             | 49,37      | Reelecto |
| 2017 - 2021 | Juan "chula" Vasquez | PSUV             | 68,37      | Qunito alcalde bajo elecciones directas                                                                                           |
| 2021 - 2025 | José Nicasio Narváez | MUD              | 46,37      | sexto alcalde bajo elecciones directas                                                                                            |

### Concejo municipal
Período 1989 - 1992
| Concejales:            | Partido político / Alianza |
| ---------------------- | -------------------------- |
| Juan José Millán       | AD                         |
| Miguel Angel Vásquez   | AD                         |
| Lorenzo Marcano        | AD                         |
| Leopordo Váquez        | COPEI                      |
| Horacio Salasar        | COPEI                      |
| Candido Hernández      | COPEI                      |
| Eulogio Penoth Marcano | MAS                        |

Período 1992 - 1995
| Concejales:          | Partido político / Alianza |
| -------------------- | -------------------------- |
| Vicente Narváez      | AD                         |
| Miguel Angel Vásquez | AD                         |
| Dacio Valero         | AD                         |
| Sixto Villarroel     | AD                         |
| Leopordo Vásquez     | COPEI                      |
| Robin Rodríguez      | COPEI                      |
| Narcisa Valerio      | COPEI                      |

Período 1995 - 2000
| Concejales:       | Partido político / Alianza |
| ----------------- | -------------------------- |
| Pedro Adrián      | AD                         |
| Crescencio Leon   | AD                         |
| Dacio Valerio     | AD                         |
| Candido Hernández | AD                         |
| Sixto Villarroel  | AD                         |
| Leocardio Marín   | COPEI                      |
| Antonio Marcano   | CONVERGENCIA               |

Período 2000 - 2005
| Concejales:      | Partido político / Alianza |
| ---------------- | -------------------------- |
| Vicente Narvaez  | AD                         |
| Felipe Hernandez | AD                         |
| Pedro Adrián     | AD                         |
| Asuncion Penoth  | AD                         |
| Juan Vasquez     | GRUA                       |
| Williams Salazar | GRUA                       |
| Andres valerio   | GRUA                       |

Período 2005 - 2013
| Concejales:      | Partido político / Alianza |
| ---------------- | -------------------------- |
| Pedro Adrian     | PUM                        |
| Jose N Narvaez   | PUM                        |
| Juan Vasquez     | PUM                        |
| Williams Salazar | PUM                        |
| Leopordo Vasquez | INDEPENDIENTE              |
| Asuncion Penoth  | AD                         |
| Eudomar Mata     | MVR                        |

Período 2013 - 2018:
| Concejales      | Partido político / Alianza |
| --------------- | -------------------------- |
| José Marín      | PSUV                       |
| Reina Gómez     | PSUV                       |
| Snidell Vásquez | PSUV                       |
| José Narváez    | PSUV                       |
| Ademio Marín    | PSUV                       |
| César Pardo     | PSUV                       |
| Enrique Salazar | AD/MUD                     |

Período 2018 - 2021
| Concejales         | Partido político / Alianza |
| ------------------ | -------------------------- |
| José Marín         | PSUV                       |
| Luzmary Hernández  | PSUV                       |
| Edixon Peroza      | PSUV                       |
| Glarys Jiménez     | PSUV                       |
| Cesar Pardo        | PSUV                       |
| José Velásquez     | PSUV                       |
| Agundina Hernández | PSUV                       |

Período 2021 - 2025
| Concejales        | Partido político / Alianza |
| ----------------- | -------------------------- |
| Lilia Salazar     | PSUV                       |
| Silvia Augusto    | PSUV                       |
| Olivia Narváez    | PSUV                       |
| Glarys Jiménez    | PSUV                       |
| Horacio Salazar   | PSUV                       |
| Octavio Hernández | MUD                        |
| Francisco Marín   | MUD                        |